# مرداس (الزاهر)

تعديل مصدري - تعديل

مرداس هي إحدى قرى عزلة الزاهر بمديرية الزاهر التابعة لمحافظة البيضاء، بلغ تعداد سكانها 178 نسمة حسب تعداد اليمن لعام 2004.